# گورستان پراگ
گورستان پراگ (ایتالیایی: Il cimitero di Praga) ششمین رمان اومبرتو اکو نویسندهٔ مشهور ایتالیایی است. گورستان پراگ نخستین‌بار در سال ۲۰۱۰ منتشرشد و به‌دست ریچارد دیکسون در سال ۲۰۱۱ به انگلیسی ترجمه شده‌است. گورستان پراگ در ایران توسط انتشارات روزنه و ترجمهٔ فریبا ارجمند به چاپ رسیده است.